# Ток-бокс

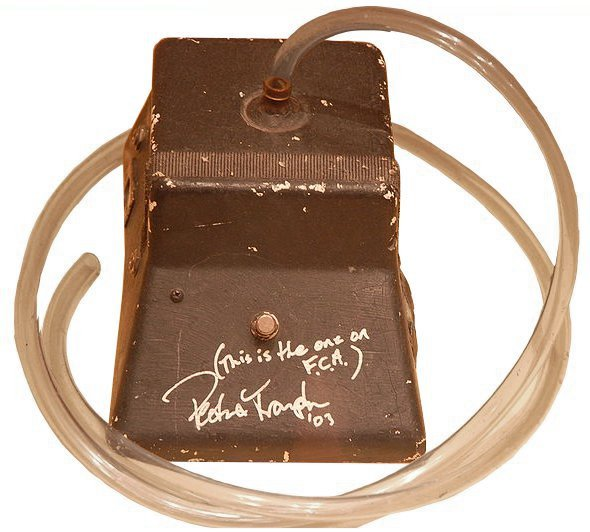
Ток-бокс Питера Фрэмптона

Ток-бокс (англ. talkbox) — блок эффектов, позволяющий музыкантам изменять звук музыкального инструмента, так что его звучание приобретает интонации человеческого голоса. В просторечии также называется «жующий шланг».
Представляет собой герметичный корпус со звуковым выводом в виде пластиковой трубки (шланга). Источником звука является динамическая головка, расположенная внутри корпуса. На неё подаётся сигнал с электромузыкального инструмента (гитары, синтезатора). Резонатором для звукового выхода трубки является ротовая полость исполнителя.
Ток-бокс использует гитарист Ричи Самбора, в частности, в композиции «Livin' On A Prayer» группы Bon Jovi (альбом «Slippery When Wet», 1986).

## История
В 1939 году Элвино Рей, радист-любитель W6UK, использовал горловой угольный микрофон, чтобы модулировать звук своей электрогитары. Полученный эффект назвали «поющие гитары» (англ. Singing Guitar), и использовался как на сцене, так и в фильме Jam Session, но не получил большого распространения.
В том же 1939 году Гилберт Райт изобрёл устройство Sonovox, которое с помощью специальных мембран, крепившихся к горлу исполнителя, изменяло человеческий голос, приближая его к звучанию музыкальных инструментов. Sonovox получил большее распространение чем «поющие гитары» Элвино Рея, в частности, он использовался в фильмах «Дамбо» (1941), The Reluctant Dragon (1941), «Одержимая» (1947), «Тайная жизнь Уолтера Митти» (1947), «Говорящий самолёт Уиззер» (1947), Волшебное фортепиано Спарки (1947), «Письмо трём жёнам» (1949) и The Good Humor Man (1950). Позднее соновокс использовала британская рок-группа The Who при записи альбома The Who Sell Out (1967) и в треке «The Rock» альбома Quadrophenia (1973).
Пит Дрейк, продюсер и исполнитель на педальной слайд-гитаре из Нашвилла, использовал ток-бокс при записи альбом «Навсегда» (англ. Forever) в 1964 году, после чего его инструмент стали называть «говорящая стил-гитара». В следующем году студия Gallant выпустили три альбома при записи которых использовался ток-бокс: Pete Drake & His Talking Guitar, Talking Steel and Singing Strings, and Talking Steel Guitar. Ток-бокс Дрейка состоял из 8-дюймового бумажного конуса спикер-драйвера, прикреплённого к воронке, которая соединялась трубкой со ртом исполнителя. Устройство было достаточно громким, чтобы использоваться в студии звукозаписи.
Первым ток-боксом на массовом музыкальном рынке стало устройство компании Kustom Electronics, получившее название «Сумка» (англ. The Bag), так как было размещено в декоративной сумке через плечо. Устройство было запущено в продажу в начале 1969 года, за два года до того как стал широко доступен Talk Box Bob Heil. Оно было разработано Дагом Форбсом, который утверждал, что точно такая же концепция (динамик крепится к пластиковой трубке, вставленной в рот) ранее было запатентован как «Искусственная гортань» (англ. The Artificial Larynx). The Bag от Kustom Electronics использовали Джон Кей из Steppenwolf, Sly & the Family Stone, Эл Купер, Iron Butterfly, Элвин Ли, Young-Holt Unlimited, Стиви Уандер, The Osmonds, The Crusaders, Джефф Бек.
Первый мощный ток-бокс был разработан инженером Бобом Хейлом для музыканта Джо Уолша. В 1974 году вышел сингл «Tell Me Something Good» Rufus и Чаки Хан, который на пике своей популярности был номером три в Billboard Hot 100, стал одним из первых хитов, при записи которого использовался ток-бокс. В 1988 году Хейл продал права на изготовление своего устройства Dunlop Manufacturing, которая в настоящее время производит Heil Talk Box по стандартам разработанным Хейлом в 1973 году.
В 1974 году Питер Фрэмптон, взяв за основу Heil Talk Box, разработал свою версию ток-бокса, которая производится до сих пор под маркой «Framptone»
Пит Таунсенд в своей автобиографии «Кто я» (2012 год), утверждал, что изобрёл свою версию ток-бокса во время турне The Who по США в 1976 году.
Среди тех, кто также использовал ток-боксы, такие известные музыканты и группы, как Тодд Рандгрен, Дэн Макафферти из Nazareth, Джо Перри из Aerosmith, Уолтер Беккер из Steely Dan,, Дэвид Гилмор из Pink Floyd, Маттиас Ябс из Scorpions, Ричи Самбора из Bon Jovi, Слэш из Guns N’ Roses, Мик Марс из Motley Crue, Брайан Мэй, Том Морелло из Rage Against the Machine, Metallica, Дэйв Грол из Foo Fighters, Джон Петруччи из Dream Theater, М. Шэдоус из Avenged Sevenfold, Салли Эрна из Godsmack, Джерри Кантрелл из Alice in Chains, Адам Джонс из Tool, Eagles, Chromeo, а также десятки других исполнителей и групп.
Ток-бокс, подключённый к IPad, на котором имелось приложение со звуковыми эффектами, был использован для создания голоса персонажа BB-8 в фильме «Звёздные войны: Пробуждение силы».